# Turanica
Turanica là một chi bướm đêm thuộc họ Noctuidae.

## Các loài
- Turanica haeretica (Püngeler, 1902)